# Uhtred
Uhtred (ca. 970 - 1016), de Dappere, was earl van Bamburgh en York, een positie die te vergelijken is met die van hertog van noorden en oosten van Engeland.
Uhtred nam in 995 deel aan de stichting van de kathedraal van Durham. Hij trouwde met Ecgfrida, dochter van de bisschop van Durham, en ontving landerijen uit kerkelijk bezit. In 1006 versloeg hij de Schotten die Durham belegerden en bracht ze grote verliezen toe. Uhtred werd toen benoemd tot ealderman van Bamburgh hoewel zijn vader nog leefde, maar die was te oud om te vechten. Nadat koning Ethelred II ealderman Aelfhelm van York had laten vermoorden, kreeg Uhtred ook deze titel. Hij verstootte Ecgfrida en trouwde met Sige, een dochter uit een rijke Deense familie in York.
In 1013 onderwierp Uhtred zich aan Sven Gaffelbaard maar koos in 1014 weer de kant van Ethelred en trouwde met diens dochter Aelgifu. In 1016 onderwierp hij zich aan Knoet de Grote. Knoet liet hem echter tijdens een bespreking vermoorden door Thurbrand, wat tot een langdurige bloedvete tussen lokale families leidde. Uhtred werd opgevolgd door zijn broer Eadulf Cudel, volgens Simeon van Durham een luie en laffe kerel.
Uhtred was een zoon van Waltheof, earl van Northumbria. Uhtred kreeg de volgende kinderen:

Uit zijn eerste huwelijk met Ecgfrida:
- Ealdred (ovl. 1038), volgde 1020/1025 zijn oom Eadulf op als earl van Bernicia. Rond deze tijd doodde hij Thurbrand, de moordenaar van zijn vader, en sloot een vrede met diens zoon Carl. Maar die vermoordde Ealdred weer in 1038, in een hinderlaag in een bos. Ealdred had vijf dochters.

Uit zijn tweede huwelijk met Sige:
- Eadwulf (ovl. 1041), volgde zijn broer Ealdred op als earl, in opdracht van koning Hardeknoet gedood door Siward die met een van de dochters van Ealdred was getrouwd en Eadwulf opvolgde als earl. Eadwulf had twee zoons. Een van hen was Oswulf (ovl. 1069) die onder Willem de Veroveraar earl was van Northumbria en door een rover werd vermoord.
- Gospatrick, vader van Uhtred die vader was van Eadwulf. Eadwulf was aanvoerder van een groep mannen die de bisschop Walcher doodden, Eadwulf werd op zijn beurt door een vrouw vermoord en begraven in Jedburgh.

Uit zijn derde huwelijk met Aelgifu:
- Ealdgyth, gehuwd met Maldred, regent van Strathclyde
- een dochter, moeder van twee zoons: Siward en Ealdred die zich in 1067 met Willem de Veroveraar verzoenden.